# 完顏宗順
完顏宗順（？—1124年），为金朝宗室，金太宗的儿子。女真名阿鲁带。
天会二年（1124年），完顏宗順去世，皇统五年，（1145年），完顏宗順被金熙宗赠金紫光禄大夫，追封徐王。

## 資料
- 《金史》卷七十六 列传第十四 太宗诸子